# 草木犀属
草木犀属（学名：Melilotus）是蝶形花科下的一个属，为一年生或多年生草本植物。该属共有约20种，分布于中亚、欧洲和北非。
属名Melilotus源于希腊语mel（蜜）和lotos（百脉根属）的合成词，指本属似百脉根属，且蜜腺发达。

## 物种
以下是本属部分物种：
- 白花草木樨 Melilotus albus
- 细齿草木樨 Melilotus dentatus
- 印度草木樨 Melilotus indicus
- 黄香草木樨 Melilotus officinalis
- 草木樨 Melilotus suaveolens